# Халупники
Халупники — категорія залежних селян у Польщі і Великому Литовському князівстві, які у висліді волочного переміру 1557 року втратили землю і залишилися з власною хатою (халупою) та невеликими земельними наділами (до 3 морґів).
Халупники відбували панщину (25 піших днів на рік), наймалися на працю у фільварках або ставали ремісниками. Згодом у Російській імперії під час обезземелення селян у кінці 18 — на початку 19 століть кількість халупників почала зростати: на Правобережжі в 1848 році їх було 7,5 %, а на Лівобережжі в 1859 році — 24 % селянських господарств. Після скасування панщини назагал халупники не одержували землі, залишаючися сільськогосподарськими робітниками чи відходили до міст.

Халупники — категорія залежних селян та найбідніших міщан в Україні XVI—XIX ст., які не володіли землею, а лише хатами — халупами, іноді ще й невеликими садибами (до 3 моргів). Халупники наймитували або займалися ремеслом, відбуваючи пішу панщину та інші повинності.